# Al di là delle tenebre
Al di là delle tenebre (Magnificent Obsession) è un film del 1935 diretto da John M. Stahl.
È un film drammatico a sfondo romantico statunitense con Irene Dunne e Robert Taylor. Nel 1954 ne è stato prodotto un remake, Magnifica ossessione. È basato sul romanzo del 1933 Magnificent Obsession di Lloyd C. Douglas.

## Trama
Robert Merrick è un giovane ricco e arrogante che vive senza considerazione per gli altri, finché non viene coinvolto in un incidente che lo porta a un cambiamento profondo. Dopo aver rischiato di affogare in un incidente in motoscafo, viene salvato grazie all'unico respiratore disponibile sulle rive del lago, che però avrebbe potuto salvare il celebre dottor. Hudson, vittima di un infarto mentre nuotava. Questo sacrificio involontario segna l'inizio di una catena di eventi che cambierà radicalmente la sua vita. Infatti, Merrick scopre che il dottor Hudson non solo era un brillante medico ma anche una figura ammirata e amata per la sua generosità e impegno verso il prossimo. Colpito dal dolore di Helen, la vedova del medico , Merrick comincia un percorso di redenzione, mosso dal desiderio di onorare la memoria di Hudson e di diventare una persona migliore. Lungo tale cammino, Merrick incontra Randolph, un amico del defunto dottore, che gli parla della sorgente del potere infinito con cui si deve stabilire un contatto facendo del bene agli altri in modo anonimo e disinteressato, senza mai rivelare la propria identità. Questo concetto lo spinge a mettere da parte la superficialità e l’egoismo, trasformando gradualmente la sua vita. Mentre impara a donare senza aspettarsi nulla in cambio, Merrick si avvicina sempre di più a Helen, anche se la sua presenza continua a ricordarle la perdita del marito. Nonostante i suoi tentativi di conquistarla, Helen è riluttante ad accettare il suo amore, specialmente dopo essere rimasta cieca a seguito di un incidente in cui Merrick è indirettamente coinvolto. Il percorso di trasformazione di Merrick culmina con la decisione di diventare medico e, quindi, di specializzarsi in neurochirurgia, diventando un medico famoso a livello internazionale. Anni dopo, decide di operare Helen, mettendo alla prova il suo stesso coraggio e il desiderio di redimersi. Alla fine, Merrick riesce a restituirle la vista e, attraverso questo gesto cdi altruismo e compassione, guadagna il perdono e l’amore di Helen.

## Produzione
Il film, diretto da John M. Stahl su una sceneggiatura di Sarah Y. Mason, Victor Heerman e George O'Neil e un soggetto di Lloyd C. Douglas (autore del romanzo), fu prodotto da John M. Stahl per la Universal Pictures e girato a Big Bear Lake, a Lake Arrowhead e negli Universal Studios a Universal City, in California, dal 12 luglio 1935 al 29 ottobre 1935, con un budget di spesa di quasi un milione di dollari (di cui 145.000 assegnati alla Dunne). La regia era stata inizialmente offerta a Frank Borzage.

## Distribuzione
Il film fu distribuito con il titolo Magnificent Obsession negli Stati Uniti dal 6 gennaio 1935 (première a New York il 30 dicembre 1935) al cinema dalla Universal Pictures.
Altre distribuzioni:
- in Austria nel 1936 (Dein Leben gehört mir)
- in Francia il 21 gennaio 1936 (Le secret magnifique)
- in Svezia il 9 marzo 1936 (En läkares samvete)
- in Finlandia il 31 gennaio 1937 (Lääkärin omatunto)
- in Portogallo il 6 ottobre 1937 (Sublime Expiação)
- negli Stati Uniti il 1º maggio 1947 (redistribuzione)
- in Italia (Al di là delle tenebre)
- in Belgio (Le secret magnifique)
- in Brasile (Sublime Obsessão)
- in Spagna (Sublime obsesión)
- in Grecia (To megalo mystiko)

## Critica
Secondo il Morandini il film è un "mieloso e lacrimevole melodramma assai datato".

## Promozione
Le tagline sono:
- After You See It You'll Never Be the Same!
- Hate turned into love!